# Pesqueres de Banyoles
Les pesqueres de Banyoles són un conjunt de vint edificacions lacustres amb forma de casa, construïdes a la ribes est i sud de l'estany de Banyoles, a la banda de ciutat, semblants a un palafit. Són l'evolució i consolidació de les antigues passarel·les que, per la poca fondària de les ribes de l'estany, es construïen per practicar la pesca.
Van ser construïdes al llarg dels segles XIX i XX. Estan avançades dins l'aigua per tenir la profunditat suficient per a pescar i es fonamenten sobre la llosa travertínica de dins l'Estany. Totes es localitzen a la zona més propera a la població. De les vint existents (una està dividida en dos cossos), cinc són de menys de quinze metres quadrats, set d'entre vint i trenta, cinc d'altres mides i només dues de més de cent seixanta.
El 15 de gener de 1997 van ser declarades bé cultural d'interès nacional com a jardí històric.

## Descripció
Construccions de petites dimensions, fonamentades amb estacades dins de l'aigua, que es comuniquen per una passera amb vora, on es tanquen amb un portal amb reixa. Són edificis de tipologia recurrent, d'una sola planta, generalment rectangular i d'una sola estança amb un embarcador. En origen eren senzilles plataformes de fusta que progressivament esdevingueren instal·lacions per a l'esbarjo dels estiuejants o membres destacats de la societat local. La seva arquitectura varia des d'una gran simplicitat constructiva fins aquells casos que presenten elaborats programes ornamentals, que van des d'un neoclassicisme tardà fins a l'eclecticisme, amb exemples de neomedievalisme i revivals d'arquitectures regionals peninsulars. En nombrosos casos els recursos decoratius es troben molt emfasitzats i sobredimensionats, en una clara voluntat d'afirmació social dels seus posseïdors.
Les pesqueres i els passeigs de Banyoles són a la riba oriental de l'estany del mateix nom, entre el poble i el llac. Per agençar aquesta zona, entre mitjan segle xix i l'inici del segle XX es van projectar i fer una xarxa de passeigs arbrats, propis dels enjardinaments vuitcentistes francesos, que van connectar la població amb el balneari i aquest amb l'estany. També al voltant de la riba es va traçar un passeig de circumval·lació en el sector més proper a la vila, damunt de l'antic dic de contenció, entre el passeig Dalmau i la Draga. Aquest passeig havia d'envoltar tot el llac, però mai no fou acabat.
La facilitat d'accés a l'estany afavorida pels nous passeigs va fer que les pesqueres, que en origen eren simples plataformes de fusta, esdevinguessin instal·lacions recreatives per als estiuejants o la burgesia local. La major part foren construïdes entre la segona meitat del segle xix i el començament del segle xx. Es tracta de construccions de petites dimensions, fonamentades amb estaques dins de l'aigua, que es comuniquen per una passera amb la vora, on es tanquen amb un portal amb reixa. Tenen una sola planta, generalment rectangular, i una sola estança amb un embarcador. La seva estètica va d'una gran simplicitat a un elaborat programa ornamental, que s'estén del neoclassicisme a l'eclecticisme i a diferents historicismes. L'any 1931, l'Ajuntament de Banyoles va prohibir construir-ne de noves, disposició que s'ha respectat fins ara.
Els passeigs i les pesqueres tenen un entorn de protecció que comprèn el parc de la Draga i tot un sector paral·lel als passeigs pel costat de llevant.

## Història

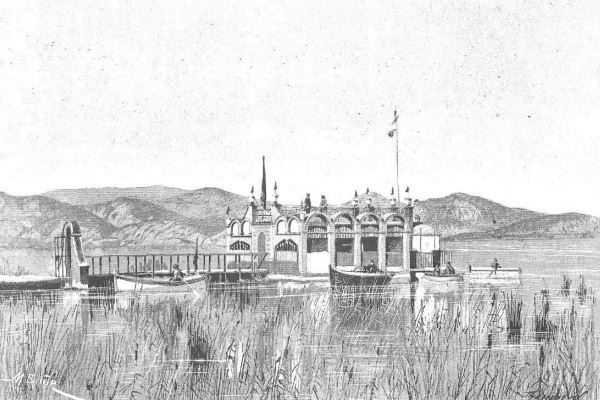
Pabelló del salvament de náufrechs (actualment pesquera Marimon)

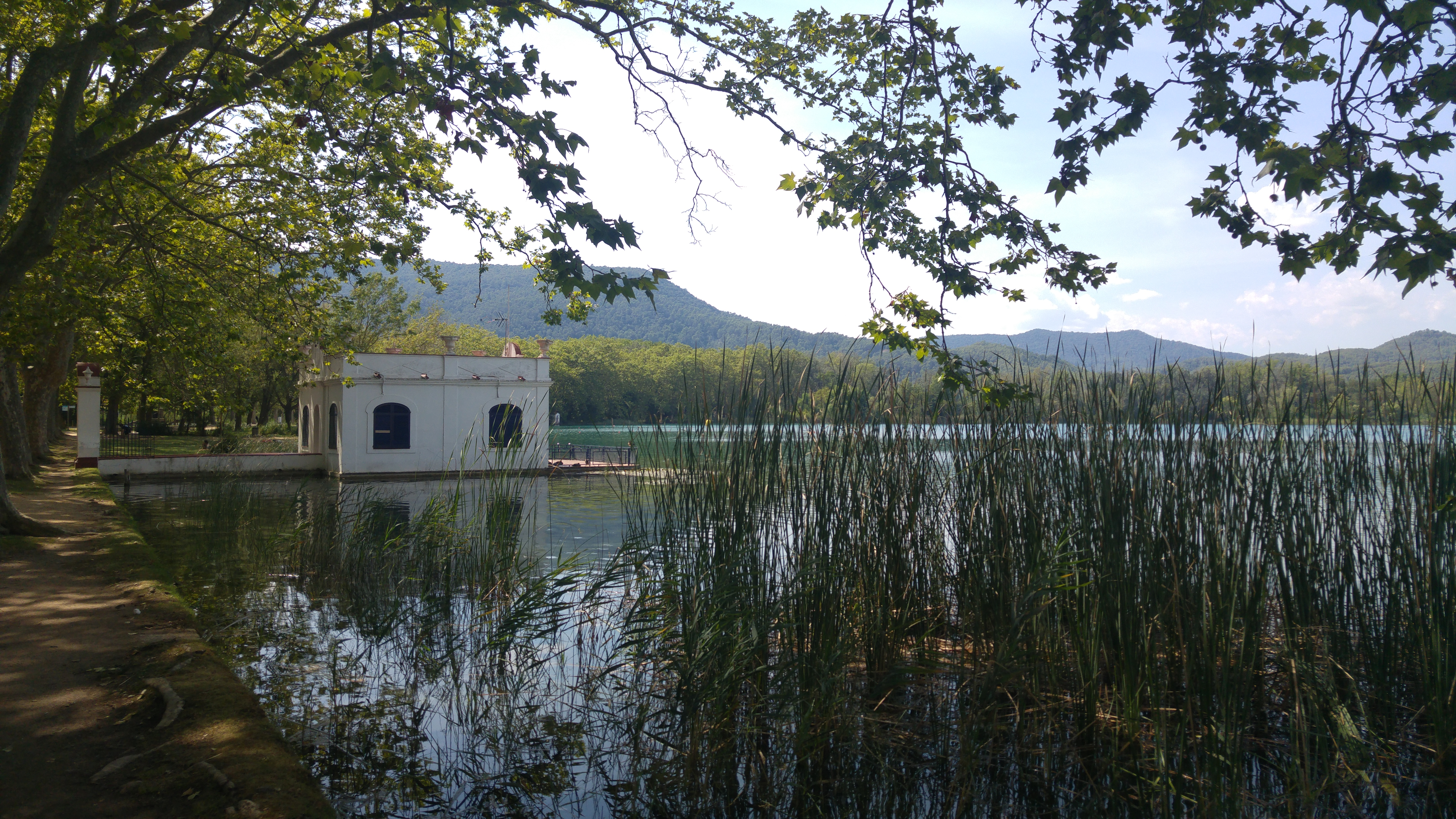
Pequera 14-Santa Rosa

Cap a l'any 812, l'abat Bonit va fundar el monestir de Sant Esteve, origen del nucli de Banyoles, en un indret ocupat per aiguamolls que eren el desguàs natural del llac cap a llevant. El monestir va dessecar el territori, canalitzant l'aigua i construint dics de contenció per regular-ne el nivell. Hi havia rampes d'accés a l'aigua per a pescar o rescatar nàufrags. L'any 1017, segons una butlla del papa Benet VIII, hi havia paratges destinats a la pesca. Amb els anys, s'hi van posar plataformes fetes amb pedres o lloses planes, que formaven un quadrat d'un metre i mig de costat, al qual s'hi accedia mitjançant un tauló o una passarel·la de fusta. Mentre l'abat de Banyoles, senyor del municipi, va ser el propietari de les aigües, les zones pesqueres també formaven part d'aquesta propietat. Quan el 1685, l'Estany va passar al Comú banyolí, l'ús exclusiu de pesca va esdevenir una concessió municipal. Les primeres pesqueres es van construir on ja es pescava des de feia temps: la "pesquera d'en Grill", la "pesquera fonda de la Draga", la "pesquera d'Ameller", la d'"en Gomis" i a la "Roca d'en Roquetes".
Banyoles va créixer en altres direccions i va mantenir-se lleugerament separada del llac fins a mitjan segle xix, en què es va iniciar un decantament de la projecció urbanística cap a l'estany. Això va ser fruit de dos factors: l'establiment del balneari de la Font Pudosa el 1862 en una zona propera a l'estany i la consegüent transformació dels terrenys situats entre aquest i la vila en zona recreativa vinculada al turisme termal. Al segle xix, la burgesia va triar l'Estany de Banyoles per a passejar, banyar-se, la pesca de lleure o per a fer un tomb en barca. Fins llavors, se l'havia considerat com una zona d'aiguamolls i focus de malalties, i on poca gent s'hi acostava. En aquest moment es van començar a construir les casetes a la vora de l'Estany banyolí. Inicialment, les pesqueres servien per a pescar.
La seva construcció va començar a mitjans del s. XIX fins que el 1931 l'Ajuntament de Banyoles va prohibir la seva edificació. Al principi tenien una funció per la pesca i poder guardar els estris, d'aquí el seu nom. Més tard van anar ampliant la seva superfície per acollir una o dues barques, es va afegir una palanca i una escala per poder accedir a l'estany i banyar-se, i fins i tot per poder allotjar-s'hi. Algunes tenen una arquitectura noucentista, altres imiten construccions medievals i n'hi ha de planta quadrada molt senzilla sense ornaments.

## Llista de pesqueres
Estan situades a la banda sud i est de l'Estany de Banyoles. N'hi ha vint que ordenades de sud a nord són les següents:
| Num | Nom                           | Any            | Superfície | Notes | Imatge |
| --- | ----------------------------- | -------------- | ---------- | --- | ------ |
| 16  | D'en Malagelada               | 1865           | 7 m².      | Reconstruïda el 1992, titularitat de l'Ajuntament des de 2015. Utilitzada en competicions esportives de rem i per la sortida de la Travessia de l'Estany. |        |
| 14  | Santa Rosa                    | 1927           | 41 m².     | Reformada el 1941 |        |
| 12  | Marimon                       | 1874           | 98 m².     | El 1887 es va bastir la actual pesquera modernista sobre una primerenca edificació. El 1890 rebia el nom de «pabelló del salvament de náufrechs». |        |
| 10  | D'en Lero                     | 1886           | 62 m².     | El 1925, s'hi va instal·lar el Club Natació Banyoles i s'hi varen desenvolupar alguns campionats de natació. Oficina de Turisme, titularitat del l'Ajuntament |        |
| 8   | Prat                          | 1883           | 66 m².     | Nom original «Perpiñà» |        |
| 6   | Butinyà                       | 1883           | 58 m².     | La llarga passarel·la prové de les antigues passeres de fusta que permetien pescar en les zones profundes de l'Estany. |        |
| 4   | Llinàs-Padró                  | 1909           | 29 m².     | Reformada a mitjans s XX. |        |
| 2   | Gayolà - D'en Generet         | 1886           | 162 m².    | |        |
| 5   | Agustí                        | Abans de 1909. | 28 m².     | Des de 2014, la titularitat és de l'Ajuntament de Banyoles |        |
| 7   | Del Rector - Moner Codina     | 1912           | 145 m².    | |        |
| 18  | La Guardiola - Pla Torras     | 1910           | 10 m².     | |        |
| 9   | Ametller - Hostench Butinyà   | 1909           | 46 m².     | |        |
| 11  | Gimferrer Garriga             | 1874           | 65 m2      | El 1912 es va ampliar com a "xalet-pesquera" i el 1948 va ser reformada novament. |        |
| 13  | Celso - Costa Boschmonar      | 1915           | 21 m².     | |        |
| 15  | Pagès - Guinovart             | 1922.          | 21 m².     | |        |
| 17  | La Perla - Josep Oriol Ragull | 1919           | 11 m².     | |        |
| 19Y | La Carpa d'Or                 | 1918           | 27 m².     | Modernista amb elements arquitectònics medievals i orientals. La porta i finestes tenen forma d'arc de ferradura estrellat d'inspiració oriental. Té un terrat de merlets d'influència medieval que li dona un aspecte de torre. Van ser usufructuaris un cònsol del Japó i un cònsol rus a Barcelona. |        |
| 19Z | L'Oca - D'en Tor - Soler.     | 1890           | 20 m².     | |        |
| 20  | Mata                          | 1910           | 9 m2       | El primer propietari fou el farmacèutic Joan Pujol Rubió i després va passar a la família Mata. Des del 2008, la titularitat es de l'Ajuntament de Banyoles |        |
| 21  | La Cala Alsius.               | 1928           | 12 m².     | És la més petita de totes, situada prop de la zona anomenada "La Caseta de Fusta" |        |